# Grafenberg (Naturschutzgebiet)
Grafenberg ist ein mit Verordnung des Regierungspräsidiums Stuttgart vom 31. Juli 1995 ausgewiesenes Naturschutzgebiet mit der Nummer 1.022. 

## Lage
Das Naturschutzgebiet befindet sich im Naturraum Schönbuch und Glemswald. Es liegt am Südwesthang des Schönbuchs oberhalb der Stadtteile Kayh und Mönchberg der Stadt Herrenberg und ist Teil des FFH-Gebiets Nr. 7420-341 Schönbuch sowie des Vogelschutzgebiets Nr. 7420-441 Schönbuch. Der gesamte Bergsporn des Grafenbergs (ca. 6 ha) ist im Besitz des Schwäbischen Heimatbunds.

## Schutzzweck
Laut Verordnung ist der Schutzzweck:
- die Erhaltung der naturnahen, landschaftstypischen, trockenwarmen Laubwaldbestände, Steppenheiden, Glatthaferwiesen, Obstwiesen, Öd- und Sukzessionsflächen;
- die Entwicklung der nicht landschaftstypischen Waldbestände zu naturnahen, trockenwarmen Laubwaldbeständen;
- die Erhaltung der verschiedenartigen Biotope als Lebensräume für zahlreiche seltene und in ihren Beständen gefährdete Pflanzen- und Tierarten;
- die Erhaltung des besonders abwechslungsreichen, reizvollen und typischen Landschaftsbildes des Schönbuch-Südrandes.

## Flora und Fauna
Als floristische Besonderheiten sind die in Deutschland als „stark gefährdet“ eingestufte Ungarische Platterbse sowie die in Baden-Württemberg als „gefährdet“ bewertete Pechnelke hervorzuheben. Eine faunistische Besonderheit ist die Märzenschnecke, die in Deutschland als stark gefährdet angesehen wird.